# Établissement urbain de Poudoj
L'établissement urbain de Poudoj (en russe : Пу́дожское се́льское поселе́ние) est une entité municipale de Russie formée en 2006, du raïon de Poudoj dans la république de Carélie. Son siège administratif est le hameau de Poudoj.

## Géographie
L'établissement urbain se situe dans le raïon de Poudoj, un des raïons de la république de Carélie,,,,. Le raïon et la république se trouvent dans le nord de la Russie européenne.

## Population
Recensements (*) et estimations de la population,:
| 2010*  | 2021* | 2023  | - |
| ------ | ----- | ----- | - |
| 11 103 | 8 257 | 8 068 | - |

## Localités
L'établissement urbain compte 38 localités,,,.
| Nom             | Nom russe     | Statut    | Population (2013) |
| --------------- | ------------- | --------- | ----------------- |
| Afanassievskaïa | Афанасьевская | hameau    | 16                |
| Aeroport        | Аэропорт      | possiolok |                   |
| Gladkina        | Гладкина      | hameau    | 2                 |
| Kolovo          | Колово        | hameau    | 70                |
| Kolovo          | Колово        | possiolok | 461               |
| Kochoukovo      | Кошуково      | hameau    | 7                 |
| Miatcheva       | Мячева        | hameau    |                   |
| Nojevo          | Ножево        | hameau    | 13                |
| Podporojié      | Подпорожье    | possiolok | 615               |
| Poudoj          | Пудож         | ville     | 7207              |
| Filimonovskaïa  | Филимоновская | hameau    | 98                |
| Kharlovskaia    | Харловская    | hameau    | 8                 |